# Aparição (filme)
Aparição é uma longa-metragem portuguesa realizada por Fernando Vendrell e adaptada do romance homónimo de Vergílio Ferreira, e conta com Jaime Freitas, Victoria Guerra e João Cachola como Alberto, Sofia e Carolino. Estreou-se a 22 de março de 2018.

## Sinopse
Um escritor torna-se o protagonista da história que ele pretendia escrever

## Elenco
- Jaime Freitas como Alberto Soares
- Victória Guerra como Sofia
- Dinis Gomes como Alfredo Cerqueira
- Rita Martins como Ana
- João Cachola como Carolino
- Rui Morisson como Moura
- Ricardo Aibéo como Chico

## Receção
Aparição ganhou o Prémio de Melhor Filme Português de 2018 no Fantasporto.
Miguel Ângelo escrevendo para o sítio, "CA Notícias", deu ao filme apenas duas de cinco estrelas e disse: "Aparição é a nova aposta do cinema português, mas que nada de novo ou de interessante traz ao mesmo. A realização de Fernando Vendrell não se destaca em nenhuma forma. O argumento tem vários saltos temporais que prejudicam imenso o desenvolvimento do enredo e a consistência das personagens. A nível estético, o filme tem a sua beleza, o que obviamente não chega para o favorecer." Jorge Mourinha do diário português Público também não gostou do filme e deu a película apenas uma de cinco estrelas, dizendo: "Desde os primeiros planos, com aquela voz-off abstrata, Aparição parece nado-morto, mera colagem de retalhos, sem ritmo nem tempo, de um filme mais longo que ficou por fazer ou por acabar." Manuel Halpern do portal SAPO, no entanto, elogiou o filme, escrevendo: "Em Aparição, Fernando Vendrell recupera Vergílio Ferreira para o cinema português. E, ao mesmo tempo, resgata-se a si próprio, enquanto realizador, doze anos depois de Pele." A crítica de Rui Pedro Tendinha do Diário de Notícias também foi positiva chamando o filme de "...uma adaptação que parece uma instalação gótica mas que é ao mesmo tempo de uma vitalidade prática em conseguir fruir os diálogos abstratos da obra em dispositivo narrativo."